# بولنت اران
بولنت اران (ترکی استانبولی: Bülent Oran; ۲۷ مارس ۱۹۲۴ – ۲۳ سپتامبر ۲۰۰۴) فیلم‌نامه‌نویس، هنرپیشه اهل ترکیه بود. یکی از فیلم‌هایی که او نوشته بود به یازدهمین جشنواره بین‌المللی فیلم برلین راه یافته بود.